# Keisuke Muroi
Keisuke Muroi (japanisch 室井 彗佑 Muroi Keisuke; * 17. April 2000 in der Präfektur Tokio) ist ein japanischer Fußballspieler.

## Karriere
Keisuke Muroi erlernte das Fußballspielen in der Schulmannschaft der Maebashi Ikuei High School sowie in der Universitätsmannschaft der Tōyō-Universität. Von Ende Juni 2022 bis Saisonende wurde er an den Zweitligisten Ōmiya Ardija ausgeliehen. Sein Zweitligadebüt für den Verein aus Saitama gab Keisuke Muroi am 4. September 2022 (34. Spieltag) im Auswärtsspiel gegen Roasso Kumamoto. Hier wurde er bei der 1:0-Niederlage in der 75. Minute für Shin’ya Yajima eingewechselt. Nach der Ausleihe wird er am 1. Februar 2023 seinen ersten Profivertrag bei Ōmiya Ardija unterschreiben. Am Ende der Saison 2023 belegte er mit Ōmiya Ardija den vorletzten Tabellenplatz und musste somit in die dritte Liga absteigen. Nach dem Abstieg verließ er den Verein und schloss sich dem Zweitligisten Yokohama FC an. Am Ende der Saison 2024 wurde er mit Yokohama Vizemeister und stieg in die erste Liga auf.

## Erfolge
Yokohama FC
- Japanischer Zweitligavizemeister: 2024  ▲